# MY NAME IS KAI II 2012 "MEETS"
『MY NAME IS KAI II 2012 "MEETS"』は、2012年6月に発売された甲斐よしひろのファンクラブ通販限定映像作品。品番はDVDがKAID-19、CDがKAIC-15

## 概要
2012年2月4日東京中野サンプラザを皮切りに、ギタリスト押尾コータローと東名阪6都市6公演（追加公演含む）で開催された一人弾き語りツアー『MY NAME IS KAI II 2012 "MEETS"』と、3月31日福岡県飯塚市・嘉穂劇場にて『MY NAME IS KAI II プレミアムナイト』と題した甲斐のみでのプレミアムナイト（ゲストミュージシャンにキーボード上綱克彦が参加。）の模様を収録したライヴDVD&CD。
このツアーは2000年に開催された"一人きり甲斐よしひろMy name is KAI Kai Yoshihiro Solo Tour 2000"と同形式で、今回はライブ中盤からギタリスト押尾コータローが入ってくるという形になっていた。
ファンクラブ『BEAT VISION』からFC限定で通販され、FCで予約するとジャケットデザインのステッカーが特典で付いてきた。また、2012年のツアー『愛のろくでなしツアー2』のコンサート会場でも販売された。
本編DVDのほかにエクストラCDとして、4月28日新国立劇場にて行なわれた『PLATINUM LIVE 2012』（ゲストミュージシャンにチェロ結城貴弘とキーボード上綱克彦が参加。）からピックアップされたライブテイクと、スタジオセッションされた楽曲を収録した9曲入りのCDとセットになった2枚組仕様となっている。

## 収録曲

### DVD（KAID-19）
1. ちんぴら
2. ブライトン・ロック
3. デッドライン
4. MC
5. マッスル
6. 冷血（コールド・ブラッド）
7. MC
8. 風の中の火のように
9. 嵐の季節
10. MC
11. 安奈
12. かりそめのスウィング
13. ナイト・ウェィブ
14. 観覧車'82
15. BLUE LETTER
16. 氷のくちびる
17. 地下室のメロディー
18. 破れたハートを売り物に
19. MC
20. 漂泊者(アウトロー)
21. 熱狂
22. HERO(ヒーローになる時、それは今)
23. LADY
24. おかえり（ENDROLL）

### エクストラCD（KAIC-15）
1. 裏切りの街角（BASEMENT SESSION in Bloom）
2. 安奈（Live in 新国立劇場）
3. 翼あるもの（Live in 新国立劇場）
4. ブライトンロック（Live in 新国立劇場）
5. 贈る言葉（Live in 新国立劇場）
6. 青い瞳のステラ・1962年、夏…（Live in 新国立劇場）
7. LADY（Live in 新国立劇場）
8. 地下室のメロディー（BASEMENT SESSION in Bloom）
9. LADY（BASEMENT SESSION in Bloom）

## ツアーセットリスト（MEETS）
1. ちんぴら
2. ブライトン・ロック
3. デッド・ライン
4. マッスル
5. 冷血 (コールド･ブラッド)
6. 風の中の火のように
7. 嵐の季節
8. Brand New Wings（押尾ソロ）
9. ナユタ（押尾ソロ）
10. 安奈（with 押尾）
11. かりそめのスウィング（with 押尾）
12. ナイト・ウェイブ（with 押尾）
13. 観覧車'82（with 押尾）
14. BLUE LETTER（with 押尾）
15. 氷のくちびる（with 押尾）
16. 地下室のメロディー（with 押尾）
17. 破れたハートを売り物に（with 押尾）
18. 漂泊者(アウトロー)（with 押尾）
19. おかえり（with 押尾）
20. 熱狂(ステージ)（with 押尾）
21. HERO(ヒーローになる時、それは今)
22. LADY（with 押尾）

## セットリスト（プレミアムナイト・PLATINUM LIVE 2012）
1. ちんぴら
2. ブライトン・ロック
3. デッド・ライン
4. マッスル
5. 冷血 (コールド･ブラッド)
6. 吟遊詩人の唄＜嘉穂劇場＞・安奈（with 結城）＜新国立劇場＞
7. 翼あるもの＜嘉穂劇場＞・裏切りの街角（with 結城）＜新国立劇場＞
8. 裏切りの街角＜嘉穂劇場＞・翼あるもの（with 結城）＜新国立劇場＞
9. アップルパイ
10. 贈る言葉（with 上綱）
11. 青い瞳のステラ・1962年、夏…（with 上綱）
12. 嵐の季節
13. 風の中の火のように
14. 漂泊者(アウトロー)
15. ポップコーンをほおばって
16. テレフォン・ノイローゼ
17. 地下室のメロディー（with 上綱）＜嘉穂劇場＞・（with 上綱&結城）＜新国立劇場＞
18. 破れたハートを売り物に（with 上綱）＜嘉穂劇場＞・（with 上綱&結城）＜新国立劇場＞
19. HERO(ヒーローになる時、それは今)
20. LADY（with 上綱）＜嘉穂劇場＞・（with 上綱&結城）＜新国立劇場＞